# Chionactis palarostris
La culebra nariz de pala sonorense (Chionactis palarostris) es una especie de reptil perteneciente a la familia Colubridae.

## Clasificación y descripción
Es una serpiente pequeña y robusta con un patrón dorsal de bandas negras alternadas por bandas rojas; usualmente 10-20 anillos rojos; los anillos rojos son anchos; una mancha rectangular negra en la cabeza; hocico relativamente corto y ligeramente convexo en perfil; escamas dorsales en 15 hileras a la mitad del cuerpo.

## Distribución
Chionactis palarostris ocurre en el Desierto de Sonora del suroeste de Arizona y Sonora. La distribución vertical va de cerca del nivel del mar a unos 760 m s. n. m.

## Hábitat
Chionactis palarostris es una especialista de hábitats áridos, ocurriendo en arroyos con grava y áreas planas con suelos arenosos o rocosos y relativamente vegetación abierta. Esta serpiente fosorial es generalmente nocturna. Se alimenta de arañas, ciempiés, insectos y otros invertebrados. El apareamiento ocurre de mayo a julio, las camadas de 4-5 huevos son puestas durante el verano tardío.

## Estado de conservación
Se encuentra catalogada dentro de la lista roja de la IUCN como preocupación menor (LC).